# Gonolobus caucanus
Gonolobus caucanus är en oleanderväxtart som beskrevs av G. Morillo. Gonolobus caucanus ingår i släktet Gonolobus och familjen oleanderväxter. Inga underarter finns listade i Catalogue of Life.